# Alfred Siegfried (Politiker)
Alfred Siegfried (* 11. November 1820 in Karben; † 25. Juni 1896 in Pluttwinnen, Samland) war Gutsbesitzer und Mitglied des Deutschen Reichstags.

## Leben
Siegfried besuchte das Gymnasium in Braunsberg und studierte auf den Universitäten Königsberg und Berlin Rechtswissenschaften. 1844 und 1845 war er als Referendar bei den Stadtgerichten Berlin und Königsberg beschäftigt. Ab 1846 war er Landwirt und besaß ab 1850 das Gut Pluttwinnen (heute: Werschinino) im Landkreis Fischhausen. 1870 und 1871 war er Mitglied des Provinziallandtags der Provinz Preußen.
Von 1874 bis 1876 war er Mitglied des Deutschen Reichstags für den Reichstagswahlkreis Regierungsbezirk Königsberg 4 (Fischhausen-Königsberg-Land) und die Nationalliberale Partei. Er legte das Mandat am 9. Januar 1876 aus gesundheitlichen Gründen nieder.